# Душко Кораћ
Душко Кораћ (Иванград, 4. јул 1955 — Београд, 4. јануар 2016) био је српски спортски коментатор на РТС-у.

## Биографија
Рођен је у Иванграду где је завршио основну школу и гимназију. У Београд је дошао 1973. где је годину дана студирао економски факултет.
Године 1978. је преко конкурса, заједно са Бранком Сурутком, примљен на Радио-телевизију Србије. Године 1985. одбија понуду Михајла Ерића да се бави економско-политичким новинарством на РТС-у, јер је хтео да се посвети спорту. Одбија и понуду 1987. да буде главни и одговорни уредник спортске редакције уз образложење да уредници треба да буду из Србије.

#### Спортске контроверзе
- Спада у контроверзне коментаторе који има бројне поштоваоце који не пропуштају његове преносе али и жестоке непријатеље који оспоравају његову професионалност. У својој дугогодишњој каријери преносио је атлетику, зимске спортове, ватерполо, одбојку, фудбал, формулу, бокс и пливање. Популаран је постао не само по свом великом знању о спортистима већ и по томе да у току преноса једног спорта говори о неком другом спорту. Последњих година је преносио зимске спортове, атлетику и пливање.[1] Био је оштри противник доминације САД у атлетици и узимању допинга, као и глорификовању руских атлетичара.[тражи се извор]
- Играо је у фудбалском клубу „Новинар“ на позицијама лево крило и центарфор. Од 1990. године престаје да преноси фудбалске утакмице због инцидента на стадиону „Максимир“ када је Звонимир Бобан ударио полицајца. Пошто је Кораћев отац био полицајац, он је то доживео лично.[2]
- Директор јавног сервиса Александар Тијанић је суспендовао Кораћа на месец дана због нарушавања професионалних принципа током европског првенства у атлетици на отвореном 2006. године.[тражи се извор] Он је током преноса атлетике говорио о телевизији Б92 и њиховом форуму.[3] Узрок његове револтираности је био захтев те телевизијске станице да се он смени због квалификација појединих такмичара.[4]
- Последњу ватерполо утакмицу између Црне Горе и Хрватске је преносио 2008. на олимпијским играма. Као разлог свог повлачења је навео Снежану Лакићевић Стојачић која је обављала дужност државне секретарке у Министарству рада и шефа Олимпијске мисије Србије на олимпијским играма у Пекингу.[тражи се извор]
- Поједини спортисти били су отворено против њега, чак је Иван Миљковић желео да му се забрани да преноси одбојку. Разлог петиције коју је Миљковић прикупљао за његову смену је био пренос утакмице у којој је Кораћ говорио о његовој уображености и лошој статистици са претходног меча. Милош Никић је поред Миљковића био једини потписник те петиције.[5]